# Бикол
Бикол (Биколанцы, самоназвание: Биколано, Bikolano) — народ на Филиппинах, численностью 4,5 млн человек (1992). В основном исповедуют католицизм и сохраняют пережитки традиционных культов.
Биколанцы занимают территорию на юго-востоке острова Лусон, главным образом полуостров Бикол, и прилегающие острова Масбате и Катандуанес.

## Этнический состав
Биколанцы неоднородны. Среди них выделяются этнические группы: нага, буи (бухи), баао, бато, катандуанес.

## Язык
Язык — бикольский, филиппинская ветвь западно-австронезийской группы австронезийской семьи. Язык имеет 10 диалектов. Письменность на латинской основе. Пользуются также английским, тагальским.

## Хозяйство и культура
Основные традиционные занятия — ручное земледелие(абака, рис, сахарный тростник, маис, батат), рыболовство, производство копры, лесные промыслы. Из ремёсел развиты гончарство, плетение, торговля.
Поселение называется баррио (от исп. barrio — квартал). Жилище и одежда — общефилиппинского типа.
Брак — неолокальный, наследование билатеральное, раньше была известна полигиния. Сохраняются обычаи выкупа за невесту (сейчас — чисто символически).
Сохраняются пережитки культа верховного бога Гугуранга, духов, аграрные культы, богат фольклор (эпос «Ибалон»), сказки.
От этнонима «бикол» произведено название одного из видов восточных единоборств, биколано. Характерные чертой которого является работа ногами (бокс ногами). Считается местным национальным видом единоборства.
В настоящее время бикол мигрируют в города и быстро урбанизируются, испытывают сильное влияние тагалов и висайя.